# Irlandia na Letnich Igrzyskach Olimpijskich 1984
Irlandię na Letnich Igrzyskach Olimpijskich 1984 reprezentowało 42 zawodników: 28 mężczyzn i 14 kobiety. Był to trzynasty start reprezentacji Irlandii na letnich igrzyskach olimpijskich.

## Zdobyte medale
| Medal  | Zawodnik    | Dyscyplina    | Konkurencja | Rezultat |
| ------ | ----------- | ------------- | ----------- | -------- |
| Srebro | John Treacy | Lekkoatletyka | maraton     | 2:09:56  |

## Skład kadry

### Boks
Mężczyźni
- Gerry Hawkins – waga papierowa - 9. miejsce
- Phil Sutcliffe – waga kogucia - 17. miejsce
- Paul Fitzgerald – waga piórkowa - 9. miejsce
- Kieran Joyce – waga półśrednia - 9. miejsce
- Sam Storey – waga lekkośrednia - 17. miejsce
- Tom Corr – waga średnia - 9. miejsce

### Jeździectwo
Mężczyźni
- Gerry Mullins – skoki przez przeszkody - 28. miejsce
- Sarah Gordon – WKKW - 23. miejsce
- David Foster – WKKW - 27. miejsce
- Fiona Wentges – WKKW - 29. miejsce
- Margaret Tollerton – WKKW - nie ukończył
- Sarah Gordon, David Foster, Fiona Wentges, Margaret Tollerton – WKKW drużynowo - 9. miejsce

### Judo
Mężczyźni
- Kieran Foley – waga lekka - 7. miejsce

### Kajakarstwo
Mężczyźni
- Ian Pringle

Indywidualnie, 500 metrów - odpadł w półfinałach
Indywidualnie, 1000 metrów - odpadł w półfinałach

### Kolarstwo
Mężczyźni
- Martin Earley – indywidualnie - 19. miejsce
- Paul Kimmage – indywidualnie - 27. miejsce
- Gary Thomson – indywidualnie - 39. miejsce
- Séamus Downey – indywidualnie - 43. miejsce
- Martin Earley, Paul Kimmage, Gary Thomson, Philip Cassidy – drużynowo - 16. miejsce

### Lekkoatletyka
Mężczyźni
- Marcus O’Sullivan

800 metrów - odpadł w ćwierćfinałach
1500 metrów - odpadł w półfinałach
- Paul Donovan – odpadł w eliminacjach
- Frank O’Mara – odpadł w eliminacjach
- Ray Flynn – 5000 metrów - 11. miejsce
- John Treacy

10 000 metrów - 9. miejsce
Maraton - 2. miejsce
- Jerry Kiernan – maraton - 9. miejsce
- Dick Hooper – maraton - 51. miejsce
- Liam O’Brien – Chód 3000 m - odpadł w półfinałach
- Declan Hegarty – rzut młotem - 16. miejsce
- Conor McCullough – rzut młotem - 21. miejsce

Kobiety
- Caroline O’Shea – 800 metrów - 8. miejsce
- Monica Joyce – 3000 metrów - odpadła w eliminacjach
- Róisín Smyth – 3000 metrów - odpadła w eliminacjach
- Regina Joyce – maraton - 23. miejsce
- Carey May – maraton - 28. miejsce
- Mary Parr – 400 metrów przez płotki - odpadła w eliminacjach
- Pat Walsh – rzut dyskiem - 9. miejsce

### Łucznictwo
Kobiety
- Hazel Greene Pereira – 20. miejsce
- Mary Vaughan – 39. miejsce

### Pływanie
Kobiety
- Carol Ann Heavey

100 metrów st. dowolnym - 33. miejsce
200 metrów st. dowolnym - 20. miejsce
400 metrów st. dowolnym - 24. miejsce
- Julie Parkes

100 metrów st. motylkowym - 27. miejsce
200 metrów st. motylkowym - 21. miejsce

### Strzelectwo
Mężczyźni
- Roy McGowan – trap - 53. miejsce
- Albert Thompson – skeet - 41. miejsce

### Żeglarstwo
Mężczyźni
- Bill O’Hara – klasa Open - 13. miejsce